# We’ve Only Just Begun
«We’ve Only Just Begun» — сингл группы The Carpenters, написанный Роджером Николсом (музыка) и Полом Уильямсом (слова). Он занял 414-е место в списке 500 величайших песен всех времён по версии журнала Rolling Stone.

## Список композиций
| №  | Название                | Автор(ы)                   | Длительность |
| -- | ----------------------- | -------------------------- | ------------ |
| 1. | «We’ve Only Just Begun» | Роджер Николс, Пол Уильямс | 3:04         |

| №  | Название         | Автор(ы)         | Длительность |
| -- | ---------------- | ---------------- | ------------ |
| 1. | «All of My Life» | Ричард Карпентер | 3:00         |

## Участники записи
The Carpenters:
- Карен Карпентер — ведущий вокал, бэк-вокал
- Ричард Карпентер — ведущий вокал, бэк-вокал, фортепиано, электронное пианино Wurlitzer[англ.], аранжировки и оркестровка

Приглашённые музыканты:
- Джо Осборн[англ.] — бас-гитара
- Хэл Блейн[англ.] — ударные
- Дуг Строун — кларнет
- Джим Хорн[англ.] — деревянные духовые
- Боб Мессенджер — деревянные духовые
- неуказанные музыканты — бубен, трубы

## Позиции в хит-парадах
| Хит-парад (1970—1971)              | Высшая позиция |
| ---------------------------------- | -------------- |
| Австралия (Kent Music Report)      | 6              |
| Великобритания (UK Singles Chart)  | 28             |
| Канада (RPM Adult Contemporary)    | 1              |
| Канада (RPM Top Singles)           | 1              |
| США (Billboard Adult Contemporary) | 1              |
| США (Billboard Hot 100)            | 2              |
| США (Cashbox Top 100)              | 1              |
| Япония (Oricon Singles)            | 71             |

| Год  | Хит-парад                        | Позиция |
| ---- | -------------------------------- | ------- |
| 1970 | Австралия (Kent Music Report)    | 90      |
| 1970 | Канада (RPM Year-End)            | 16      |
| 1970 | США (Billboard Hot 100 Singles)  | 65      |
| 1970 | США (Cashbox Top 100 Chart Hits) | 57      |

## Сертификации
| Регион | Сертификация | Продажи    |
| --- | ------------ | ---------- |
| Великобритания (BPI) | Серебряный   | 200 000    |
| США (RIAA) | Золотой      | 1 000 000^ |
| ^ Данные о тиражах приведены только на основе сертификации. · Данные о продажах + прослушиваниях приведены только на основе сертификации. |              |            |